# Soa de Muse
Soa de Muse es una artista drag francesa, conocida por participar en la primera temporada de Drag Race Francia.

## Primeros años
Soa de Muse nació en Villepinte, Seine-Saint-Denis, un suburbio de París, Francia. A la edad de 15 años, de Muse se mudó a Martinica con sus padres, donde permaneció durante sus años de escuela secundaria y descubrió por primera vez su amor por el teatro.
A la edad de 20 años, Soa regresó a la Francia continental para estudiar, a instancias de sus padres. Inicialmente obtuvo una licenciatura en literatura, luego cambió a estudios de teatro. Fue durante este último programa que de Muse decidió dedicarse a la actuación a tiempo completo y finalmente terminó sus estudios: "Me di cuenta de que no debería estar sentada, escuchando a alguien hablando... Tenía que hacer la escena [yo misma]."

## Carrera
Antes de aparecer en Drag Race Francia, Soa trabajó como artista burlesque en Madame Arthur, un histórico local de drag parisino abierto desde 1946.
En marzo de 2021, Soa participó en la exposición "109 Mariannes", comisariada por la entonces secretaria de Estado para la Igualdad de Género de Francia, Marlène Schiappa, con motivo del Día Internacional de los Derechos de la Mujer. Los retratos de De Muse y otros 108 participantes seleccionados para "celebrar la diversidad de Francia" a la imagen del símbolo nacional Marianne se exhibieron frente al Panteón durante una semana.
Soa de Muse compitió en la temporada inaugural de Drag Race Francia, una franquicia derivada de la serie original RuPaul's Drag Race. Soa fue la ganadora del primer desafío de la serie, en el episodio "Bonjour, Bonjour, Bonjour".
Por otra parte, en 2022, Soa abrió su propio cabaret en París, llamado "La Bouche", en colaboración con otros tres artistas locales.

## Imagen pública y arte
El drag de Soa está fuertemente inspirado en su cultura afromartinicana. Durante su tiempo en Drag Race Francia, Soa compartió el deseo de resaltar "la comunidad de las Indias Occidentales, que es un poco invisible", así como aportar "un grito de batalla para decir que estamos aquí ahora". También ha manifestado su deseo de volver algún día a actuar en su Martinica natal.

## Vida privada
Soa de Muse se identifica como una persona no binaria, habiendo declarado en una entrevista de 2021 que se identifica con "ni hombre ni mujer, sólo universelle. Solo soy quien soy".
Soa es hermana drag de Honey Mahogany, una artista drag, activista y competidora de San Francisco en la temporada 5 de RuPaul's Drag Race, a través de su madre drag compartida Alotta Boutté, una conexión que ambas reinas descubrieron a través de los comentarios de Instagram. También es amiga de la concursante de Drag Race España Juriji der Klee, a la que conoció tiempo antes trabajando en el Madame Arthur.

## Discografía

### Singles
| Año  | Título                | Álbum | Notas                         |
| ---- | --------------------- | ----- | ----------------------------- |
| 2022 | Boom Boom (The Nails) | -     | Junto a Lolita Banana y Elips |

## Filmografía

### Cine
| Año  | Título              | Papel         | Director   | Notas |
| ---- | ------------------- | ------------- | ---------- | ----- |
| 2017 | The Ladies Almanack | Arthur Cravan | Daviel Shy |       |

### Televisión
| Año  | Título            | Papel      | Notas  |
| ---- | ----------------- | ---------- | ------ |
| 2022 | Drag Race Francia | Finalista  | [ 1 ]  |
| 2022 | Queen             | Drag Queen | [ 12 ] |

### Series web
| Año  | Título                          | Papel    | Notas       |
| ---- | ------------------------------- | -------- | ----------- |
| 2022 | Tea Time par Tinder x Drag Race | Invitada | 2 episodios |